# گژبووو (استان پومرانی غربی)
گژبووو (به لهستانی:  Grzybowo) یک روستا در لهستان است که در گمینا کوووبژگ واقع شده‌است.
 گژبووو  ۶۳۰ نفر جمعیت دارد.